# Празеодимкадмий
Празеодимкадмий — бинарное неорганическое соединение, интерметаллид
празеодима и кадмия
с формулой CdPr,
кристаллы.

## Получение
- Сплавление стехиометрических количеств чистых веществ:

{\displaystyle {\mathsf {Pr+Cd\ {\xrightarrow {T}}\ CdPr}}}

## Физические свойства
Празеодимкадмий образует кристаллы
кубической сингонии,
пространственная группа P m3m,
параметры ячейки a = 0,3830 нм, Z = 1,
структура типа хлорида цезия CsCl
.
Соединение конгруэнтно плавится при температуре 1003 °C
и с празеодимом образует эвтектику с температурой плавления 435 °C.